# Шанкер (албум)
Шанкер је двадесет четврти албум Милета Китића. Издат је 2008. године.

## Списак песама
1. Шанкер
2. Цепај кидај
3. Птичица
4. Караван
5. Баш си сладак
6. Очи боје меда
7. Своје сузе ја не бројим
8. Дупликат кључа
9. Копка ме копка
10. Халтери
11. Бежи од мене
12. Јачи него икад (дует Драгана, Шемса, Кемал, Синан)
13. Циле Миле (дует Ђогани)